# 오정태
오정태(吳貞泰, 1976년 10월 28일 ~ )는 대한민국의 희극인이다.

## 학력
- 동신대학교 연극영화과 (중퇴)

## 생애
전라남도 광주시에서 태어났고 굉장히 못생긴 얼굴로 주목받았다. 동신대학교 연극영화과를 중퇴하였으며, 연극 《택시 택시》로 데뷔하였고 2006년 MBC 15기 공채 개그맨으로 정식 데뷔했다. 

## 출연 작품

### 영화
- 《나두야 간다》 - 라면 건달 1 역
- 《조폭 마누라 3》 - 작두파 부하 2 역
- 《동키호테》 - 산초 목소리
- 《바보》 - 삼인방 1 역
- 《90분》 - CF 감독 역
- 《까시》 - 삼봉 역

### 방송
- 《개그야》 (MBC)
  - 크레이지
  - 뭔 말인지 알지?
- • 비겁한 거리
  - 공포의 오감독
  - 샤갈의 비내리는 마을
- 《하땅사》 (MBC)
- 《자체발광》(MBC)
- 《웃찾사》 (SBS)
- 《전설의 시대》 (OBS)
- 《동상이몽 금발이 너무해》 (코미디TV)
- 《뮤직 코믹쇼》 (MBC MUSIC)
- 《코미디에 빠지다》 (MBC)
  - 그래도 내가 하지 않았어
- 《가족오락관》 (KBS1)
- 《여유만만》 (KBS2)
- 《체험 삶의 현장》 ( KBS)
- 《코미디의 길》 (MBC)
- 《출동 케이캅》 (재능TV)
- 《코미디 파티》 (전주MBC)
- 《쑈! TV유랑극단》 (KNN)
- 《이상한 나라의 며느리》 (MBC)

### 드라마
- 2003년 《천년지애》 (SBS) - 부하 직원 역
- 2004년 《토지》 (SBS)
- 2006년 《KBS 드라마시티 - 건달 언어순화대작전》 (KBS)
- 2007년 《히트》 (MBC) - 웨이터 역
- 2007년 《커피프린스 1호점》 (MBC) - 중국집 배달원 역
- 2009년 《멈출 수 없어》 (MBC) - 맞선남 역
- 《이글이글》 (SBS Plus)
- 《양심정》 (E채널) - 노비시장 주인 역
- 2012년 《샐러리맨 초한지》 (SBS) - 피험자 9호 역
- 2012년 《KBS 드라마 스페셜 - 걱정마세요 귀신입니다》 (KBS2) - 자동차 운전자 역
- 2012년 《해를 품은 달》 (MBC)
- 2012년 《마의》(MBC) - 왈패 두목 역
- 2013년 《나인: 아홉 번의 시간여행》 (tvN) - 명세의료기 직원 역
- 2013년 《여왕의 교실》 (MBC) - 사회자 역 (특별출연)
- 2014년 《파랑새는 있다》 (TV조선) - 만화방 주인 역
- 2014년 《꽃할배 수사대》 (tvN) - 주태백 역
- 《냄새를 보는 소녀》 (SBS)
- 2015년 웹드라마 《어바웃 러브》 (네이버TV) - 팽쉐프 역
- 2015년 《용팔이》 (SBS) - 도박장 진행자 역
- 2017년 《역적 : 백성을 훔친 도적》 (MBC) - 문지기 2 역
- 2017년 《다시 만난 세계》 (SBS)
- 2019년 《꽃파당: 조선혼담공작소》 (JTBC) (특별출연)

### 시사•교양
- 《기막힌 이야기 실제상황》 (MBN)

## 뮤직비디오
- 박윤경 - 도도한여자 (2013년)
- 갑질이야 (feat.김혜연) (2017년)

## 앨범
- 오정태의 캐롤 - 울면 안 돼 (with 김경진) (feat. 권성은, Beyond Black) (2016년)
- 갑질이야 (feat.김혜연) (2017년)

## 수상
- 2007년 MBC 방송연예대상 코미디시트콤부문 남자신인상